# Colegio de Glasney

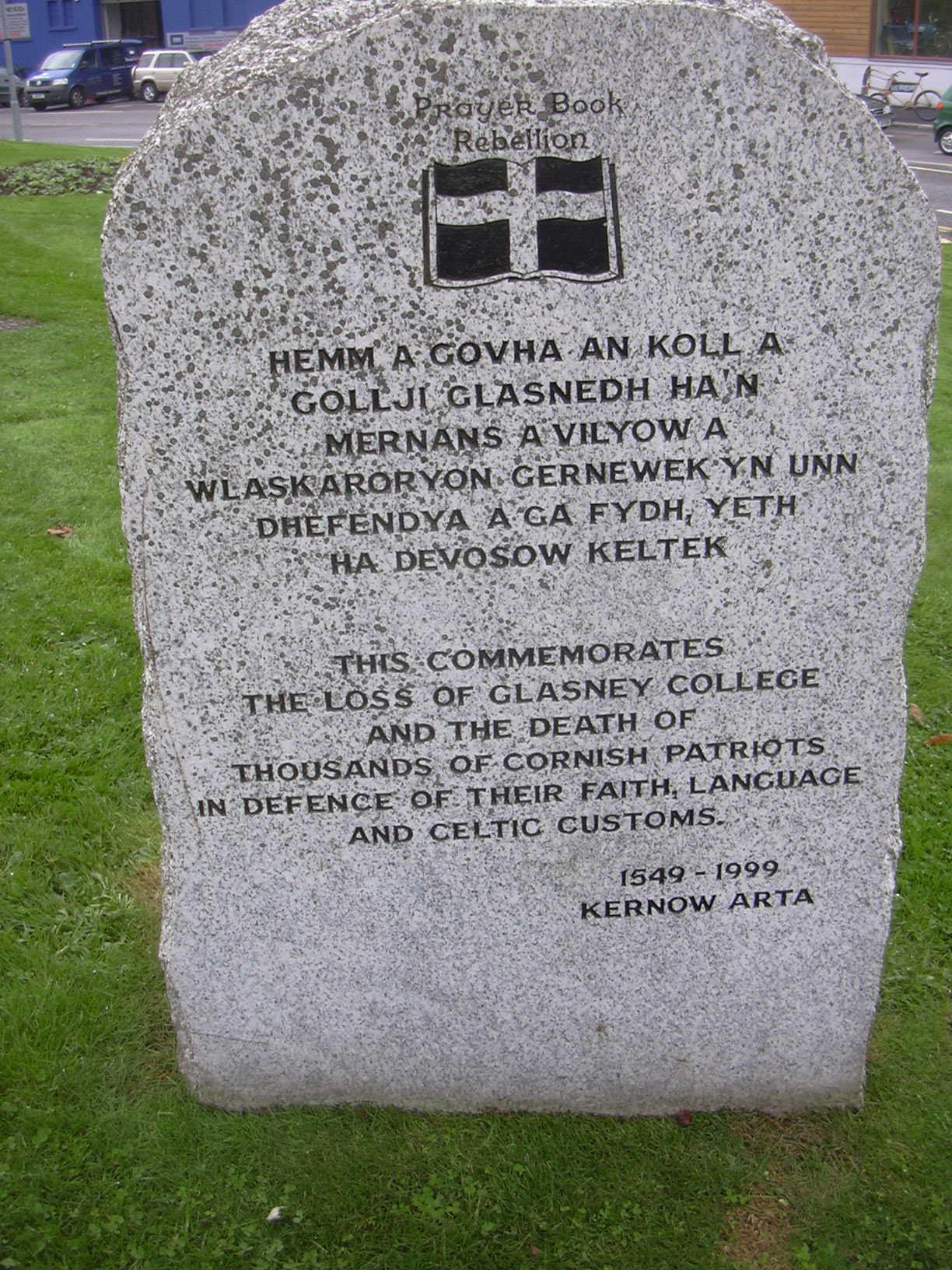

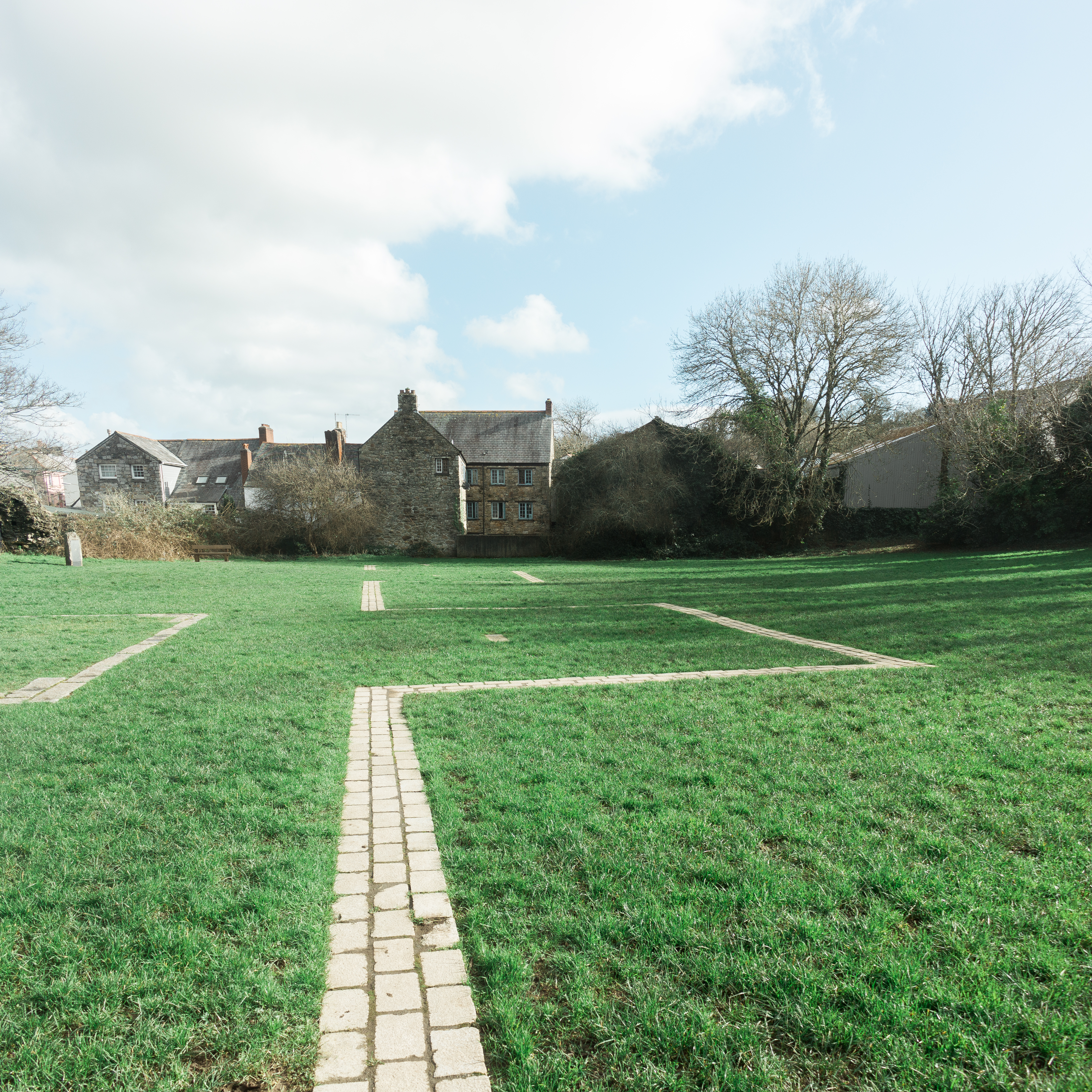
Campo del Colegio de Glasney, el sitio del edificio original. Caminos de ladrillo han sido construidos para señalar las paredes originales.

El Colegio de Glasney (en córnico: Kolji Glasnedh) fue fundado en 1265 en Penryn, Cornualles, por el Obispo Bronescombe y fue el centro del poder eclesiástico en Cornualles durante la época medieval. Además, probablemente se consideraba el más conocido y el más importante de las instituciones religiosas en Cornualles. 

## Historia
El terreno de Glasney estaba en la cabecera de un pequeño arroyo. La mayoría del edificio fue adaptado de la Catedral de Exeter. Para defenderlo, el Obispo Bronescombe construyó tres torres que formaban un solo bloque. Las torres servían como defensa tanto para el colegio como para la ciudad de Penryn. 
Después de su fundación en 1265, durante la Baja Edad Media, Glasney fue la institución eclesiástica más grande de Cornualles, Tan grande como cualquiera de los antiguos monasterios, y con unos ingresos equivalentes, procedentes principalmente de los diezmos rectorales de Budock, Colan, Feock, Kea, Manaccan, Mevagissey, Mylor, San Allen, San Enoder, San Gluvias, San Goran, San Just en Penwith, Sithney, y Zennor.
No había monjes en este colegio o iglesia colegiada, pero tenía una fundación de un rector y 12 canónigos seculares y tenía la concurrencia de dieciséis parroquias. William Bodrugan fue el primer preboste oficial de Glasney, del 17 de abril de 1283 a 1288, antes de convertirse en archidiácono de Cornualles.
Aquí y en otros lugares de Cornualles se representaban misterios en córnico. Solo sobreviven hoy en día algunas obras, pero las que han perdurado incluyen varias compuestas en Glasney, los Ordinalia: La Creación del Mundo, La Pasión de Nuestro Señor, La Resurrección de Nuestro Señor; y Bewnans Meriasek, la vida de San Meriasek, santo patrón de Camborne.

## Destrucción de Glasney
La disolución de los monasterios por parte del rey Enrique VIII, entre 1536 y 1545, marcó el fin de los grandes prioratos de Cornualles, pero como iglesia capilla Glasney sobrevivió hasta 1548, cuando sufrió el mismo destino. El destrozo y saqueo de los colegios de Cornualles en Glasney y Crantock puso fin a la educación formal que ayudaba a sostener el idioma y la identidad cultural de Cornualles, y jugó un papel importante en el fomento de la oposición a las "reformas" culturales que llevaron a la Rebelión del Libro de Oración de 1549. El granito extraído de la universidad se utilizó para formar y construir el fuerte del rey Enrique VIII en el castillo de Pendennis.
Además de ser centros de excelencia cultural indígena, muchos en Cornualles veían estas instituciones como puentes hacia el pasado celta, e incluso hacia el paganismo cristianizado de sus antepasados.
Cuando las procesiones religiosas tradicionales y las peregrinaciones fueron prohibidas en 1548, se enviaron comisionados para destruir todos los símbolos del catolicismo romano de Cornualles. En Cornualles, esta tarea recayó en William Body, cuya profanación de santuarios religiosos enfureció a muchos. Junto con otros ataques a los derechos legales, la cultura, el idioma y la religión de Cornualles, esto condujo a su asesinato el 5 de abril de 1548 en Helston .

## Legado
Hoy en día, los únicos restos supervivientes de Glasney son un tramo de muralla y un arco. En 1986, el Dr. James Whetter fundó en Penryn la Sociedad de Amigos de Glasney College  y en su libro La historia de Glasney College describe la destrucción de Glasney como un golpe dañino para la historia y el espíritu de la nación de Cornualles.
En el actual campus de Penryn de la Universidad de Falmouth y la Universidad de Exeter, el alojamiento para estudiantes se denomina Glasney Student Village y está dividido en dos zonas, Glasney View y Glasney Parc. El sitio conmemorativo de Glasney Parc contiene parterres de flores y hierbas comúnmente utilizadas durante el período medieval.